# Под обсада
„Под обсада“ (на английски: Under Siege) е щатски екшън трилър от 1992 г. на режисьора Андрю Дейвис, по сценарий на Джей Еф Лаутън. Във филма участват Стивън Сегал, Томи Лий Джоунс, Ерика Елениак и Гари Бюси. Музиката е композирана от Гари Чанг. Премиерата на филма е на 9 октомври 1992 г. и е последван от продължение – „Под обсада 2: Мрачната територия“ (1995).

## Актьорски състав
| Актьор          | Роля                         |
| --------------- | ---------------------------- |
| Стивън Сегал    | Главен старшина Кейси Райбак |
| Томи Лий Джоунс | Уилям Страникс               |
| Гари Бюси       | Капитан III ранг Питър Крил  |
| Ерика Елениак   | Джордан Тейт                 |
| Колм Мийни      | Даумър                       |
| Патрик О'Нийл   | Капитан I ранг Джей Ти Адамс |
| Анди Романо     | Адмирал Бейтс                |
| Дейл Дай        | Капитан Ник Гарца            |
| Ник Манкусо     | Том Брийкър                  |
| Дамиан Чапа     | Такман                       |
| Том Ууд         | Редник Наш                   |
| Трой Евънс      | Грейнджър                    |
| Денис Липскомб  | Трентън                      |
| Бърни Кейси     | Командир Харис               |
| Глен Моршауър   | Мичман Енсай Тейлър          |
| Реймънд Круз    | Рамирез                      |

## В България
В България филмът е разпространен за първи път на VHS от „Александра Видео“ през 1992 г. с двугласов български дублаж, а по-късно е издаден отново на 13 ноември 1995 г. с български субтитри.
През 1996 г. е излъчен за първи път по „Канал 1“.
На 3 юли 2010 г. е излъчен по bTV.
На 6 август 2012 г. се излъчва и по „Диема“.
Дублажи
| Озвучаващи артисти | Иван Иванов Васил Бъчваров Пламен Манасиев |

| Озвучаващи артисти  | Ева Демирева Георги Новаков Петър Върбанов Христо Чешмеджиев Здравко Методиев |
| Преводач            | Полина Николова                                                               |
| Тонрежисьор         | Венсан Мазманян                                                               |
| Режисьор на дублажа | Албена Павлова                                                                |

| Озвучаващи артисти  | Даниела Йорданова Светозар Кокаланов Здравко Методиев Камен Асенов Димитър Иванчев |
| Преводач            | Бисер Пачев                                                                        |
| Тонрежисьор         | Стефан Дучев                                                                       |
| Режисьор на дублажа | Красимир Куцупаров                                                                 |